# Fitness
Fitness – rodzaj gimnastyki rekreacyjnej.

## Historia
Początki fitnessu łączyć należy z wynalezieniem i rozpowszechnieniem podstawowej formy gimnastyki rekreacyjnej jaką był aerobik. Kolebką aerobiku są Stany Zjednoczone. Za wynalazcę tej formy ćwiczeń uznawany jest dr Kenneth Cooper, który w latach 70. był lekarzem w Narodowej Agencji Aeronautyki USA (NASA). Opracowywał on programy kondycyjne dla amerykańskich kosmonautów. Przeprowadził liczne badania na wielu tysiącach osób, które pozwoliły mu na stworzenie założeń aerobiku. Cechą charakterystyczną ćwiczeń "aerobowych" (czyli tlenowych) było to, że układ krążenia i oddychania ćwiczącego pracował w ten sposób, aby organizm mógł w trakcie ćwiczeń pobierać dostatecznie dużo tlenu i unikać okresów niedotlenienia.

## Popularność na świecie
O ile autorem metody ćwiczeń noszących wspólną nazwę "aerobik" był wspomniany Cooper, o tyle symbolem ćwiczeń gimnastycznych wykonywanych w rytm muzyki była jego rodaczka, popularna niegdyś aktorka Jane Fonda.
Zaczęło się w 1979 roku od nieszczęśliwego przypadku. W trakcie kręcenia filmu pt. "Chiński syndrom" aktorka złamała nogę. Tymczasem już za dwa miesiące rozpoczynała pracę przy następnym filmie. Czasu na rehabilitację pozostało więc niewiele. Wtedy właśnie po raz pierwszy znalazła się w klubie, gdzie prowadzono zajęcia gimnastyczne dla kobiet. O tyle była to niezwykła gimnastyka, że prowadzono ją w bardzo szybkim tempie w rytm muzyki dyskotekowej. Fonda wspomina, że po trzech pierwszych zajęciach miała kłopoty z chodzeniem po schodach. Po tygodniu była już zachwycona tą formą rekreacji i, co najważniejsze, w pełni sprawna stanęła przed kamerą filmową. Oczarowana aerobikiem otworzyła swój fitness klub – FONDA'S STUDIO w Los Angeles. Występując w telewizji, wydając książki i kasety wideo spowodowała, że o ćwiczeniach aerobowych dowiedziały się miliony ludzi. Prekursorką aerobiku w Europie była Sydney Rome, była gwiazda hollywoodzka, modelka magazynu Playboy.
Z kolei aerobik taneczny propagowany był przez Judi Sheppard Missett. Promowała ona formy zajęć, które wykorzystywały elementy tańca towarzyskiego. Taniec w połączeniu z ćwiczeniami gimnastycznymi i rozciągającymi, poza ogólną poprawą kondycji organizmu wpływał także na warunki koordynacyjne

## Aerobik w Polsce
Do Polski aerobik dotarł w roku 1981. Pierwszą propagatorką tej formy rekreacji była Hanna Fidusiewicz, niegdyś znana gimnastyczka, absolwentka AWF w Warszawie. To właśnie ona, jako pierwsza Polka ukończyła specjalistyczny kurs aerobiku w Paryżu.
Początkowo zaczęła zajęcia prezentować w Państwowej Wyższej Szkole Teatralnej w Warszawie. W 1983 roku za zgodą Stołecznego Ośrodka Sportu otworzyła pierwszy w Polsce fitness klub – Fitness Klub "POD SKOCZNIĄ" w Warszawie. Zakres usług klubu nie był szeroki, ograniczał się do zajęć przy muzyce. Mimo to frekwencja była bardzo wysoka.

## Rozwój klubów fitness
Wraz z upływem czasu ilość oraz oferta fitness klubów powiększała się. Równolegle z zajęciami przy muzyce oferowano siłownię jako alternatywę ćwiczeń dla mężczyzn, gabinety masażu, sauny suche i parowe oraz różnego rodzaju usługi dodatkowe, takie jak: zakłady fryzjerskie, kawiarnie itp.
Rozwój fitnessu na całym świecie, począwszy od rozpropagowania jego podstawowej formy – aerobiku, postępował szybko i bez większych trudności. Jednym z wielu efektów tego rozwoju było stworzenie nowych form ćwiczeń aerobowych. Stanowiły one formę urozmaicenia zajęć, a przede wszystkim umożliwiły dostosowanie ich do możliwości oraz oczekiwań poszczególnych klientów.